# Regierung De Valera X
Die Regierung De Valera X war die 6. Regierung der Republik Irland, sie amtierte vom 13. Juni 1951 bis zum 2. Juni 1954.
Bei der vorgezogenen Parlamentswahl am 30. Mai 1951 wurde die oppositionelle Fianna Fáil (FF) mit 69 von 147 Sitzen eine Mehrheit im Dáil Éireann (Unterhaus des irischen Parlaments) stärkste Partei Mit der Unterstützung einiger unabhängiger Abgeordneter wurde der Vorsitzende der Fianna Fáil Éamon de Valera am 13. Juni 1954 mit 74 gegen 69 Stimmen vom Dáil zum Taoiseach (Ministerpräsident) gewählt. Die Minister wurden am selben Tag vom Dáil gewählt. Der Taoiseach, die Minister und die vom Taoiseach nominierten Staatssekretäre wurde am selben Tag vom Staatspräsidenten Seán Ó Ceallaigh ernannt. Die Regierung bestand nur aus Mitgliedern der Fianna Fáil.
Bei der Parlamentswahl am 14. Mai 1954 verlor Fianna Fáil die Mehrheit. Der Vorsitzende der Fine Gael John A. Costello wurde Taoiseach einer Koalitionsregierung aus Fine Gael (FG), Labour Party (ILP) und Clann na Talmhan (CnT).

## Zusammensetzung
| Minister                                                                                        | Minister           | Minister | Minister         | Minister | Minister      |
| Amt                                                                                             | Name               | Partei   | Amtszeit         | Amtszeit | Amtszeit      |
| ----------------------------------------------------------------------------------------------- | ------------------ | -------- | ---------------- | -------- | ------------- |
| Taoiseach (Ministerpräsident)                                                                   | Éamon de Valera    | FF       | 13. Juni 1951    | –        | 02. Juni 1954 |
| Tánaiste (Vizeministerpräsident)                                                                | Seán Lemass        | FF       | 13. Juni 1951    | –        | 02. Juni 1954 |
| Außenminister                                                                                   | Frank Aiken        | FF       | 13. Juni 1951    | –        | 02. Juni 1954 |
| Bildungsminister                                                                                | Seán Moylan        | FF       | 13. Juni 1951    | –        | 02. Juni 1954 |
| Minister für Industrie und Handel                                                               | Seán Lemass        | FF       | 13. Juni 1951    | –        | 02. Juni 1954 |
| Finanzminister                                                                                  | Seán MacEntee      | FF       | 13. Juni 1951    | –        | 02. Juni 1954 |
| Gesundheitsminister                                                                             | James Ryan         | FF       | 13. Juni 1951    | –        | 02. Juni 1954 |
| Justizminister                                                                                  | Gerald Boland      | FF       | 13. Juni 1951    | –        | 02. Juni 1954 |
| Landminister                                                                                    | Thomas Derrig      | FF       | 13. Juni 1951    | –        | 02. Juni 1954 |
| Landwirtschaftsminister                                                                         | Thomas Walsh       | FF       | 13. Juni 1951    | –        | 02. Juni 1954 |
| Minister für lokale Verwaltung                                                                  | Patrick Smith      | FF       | 13. Juni 1951    | –        | 02. Juni 1954 |
| Minister für Post und Telegraphie                                                               | Erskine Childers   | FF       | 13. Juni 1951    | –        | 02. Juni 1954 |
| Sozialminister                                                                                  | James Ryan         | FF       | 13. Juni 1951    | –        | 02. Juni 1954 |
| Verteidigungsminister                                                                           | Oscar Traynor      | FF       | 13. Juni 1951    | –        | 02. Juni 1954 |
| Staatssekretäre                                                                                 |                    |          |                  |          |               |
| Amt                                                                                             | Name               | Partei   | Amtszeit         | Amtszeit | Amtszeit      |
| Parlamentarischer Sekretär beim Taoiseach Parlamentarischer Sekretär beim Verteidigungsminister | Donnchadh Ó Briain | FF       | 13. Juni 1951    | –        | 02. Juni 1954 |
| Parlamentarischer Sekretär bei der Regierung                                                    | Jack Lynch         | FF       | 13. Juni 1951    | –        | 02. Juni 1954 |
| Parlamentarischer Sekretär beim Landminister                                                    | Jack Lynch         | FF       | 5. November 1951 | –        | 02. Juni 1954 |
| Parlamentarischer Sekretär beim Finanzminister                                                  | Patrick Beegan     | FF       | 13. Juni 1951    | –        | 02. Juni 1954 |
| Parlamentarischer Sekretär beim Landwirtschaftsminister                                         | Gerald Bartley     | FF       | 13. Juni 1951    | –        | 02. Juni 1954 |
| Parlamentarischer Sekretär beim Sozialminister                                                  | Michael Kennedy    | FF       | 13. Juni 1951    | –        | 02. Juni 1954 |

## Umbesetzungen
Am 5. November 1951 wurde der parlamentarischer Sekretär bei der Regierung, Jack Lynch, zusätzlich zum parlamentarischer Sekretär beim Landminister ernannt.